# Jaspis biangulata
Jaspis biangulata är en svampdjursart som först beskrevs av Lindgren 1897.  Jaspis biangulata ingår i släktet Jaspis och familjen Ancorinidae. Inga underarter finns listade i Catalogue of Life.